# Torneo de Kuala Lumpur 2010
El Torneo de Kuala Lumpur es un evento de tenis que se disputa en Kuala Lumpur, Malasia,  se juega entre el 27 de septiembre y el 3 de octubre de 2010.

## Campeones
- Individuales masculinos:  Mijaíl Yuzhny derrota a   Andréi Golúbev, 6–7(2), 6–2, 7–6(3).

- Dobles masculinos:  František Čermák /  Michal Mertiňák  derrotan a  Mariusz Fyrstenberg /  Marcin Matkowski, 7–6(3), 7–6(5).